# Citoschelet

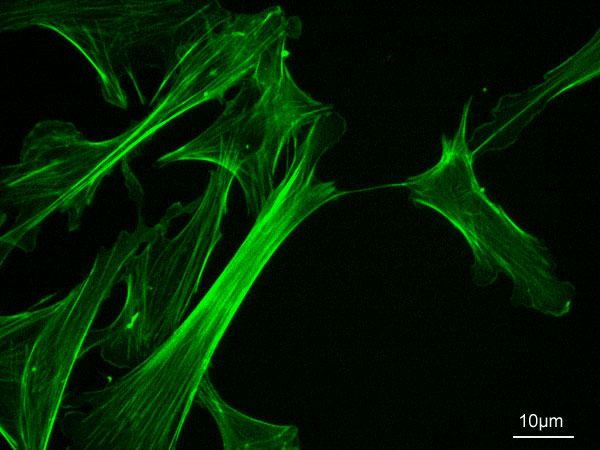
Imagine a unor filamente ce alcătuiesc citoscheletul.

Citoscheletul (sau scheletul celular) reprezintă o structură subcelulară complexă formată din microtubuli, microfilamente și fibre intermediare, alcătuite din molecule proteice specializate. Acesta conferă celulei formă proprie și susținere. De-asemenea, citoscheletul are rol în locomoția celulară, în transportul intracelular și în schimbul de substanțe cu mediul extern si cu alte celule. Este comun tuturor celulelor eucariote (celule cu nucleu), ca de exemplu neuronul. Structuri citoscheletale au fost descrise și pentru organismele procariote.